# Giovanni Gonani
Giovanni Gonani (Ravenna, 24 maggio 1901 – ...) è stato un arbitro di calcio italiano.

## Biografia

### Arbitro
Ha preso la tessera di arbitro nel 1924.
Dopo aver arbitrato per due stagioni i campionati emiliani di Terza Divisione, il C.I.T.A. lo inserisce nei suoi quadri per la direzione dei campionati di Seconda Divisione 1927-1928.
Esordisce in Divisione Nazionale dirigendo la partita del 21 aprile 1929 Cremonese-Pistoiese (1-0).

Esordisce in Serie B arbitrando la gara del 6 ottobre 1929 Pistoiese-Monfalconese CNT (2-1).

Esordisce in Serie A arbitrando la gara del 12 gennaio 1930 Padova-Cremonese (0-1).
Alla creazione dei Gruppi Arbitri fra il 1927 e il 1928, Ravenna aveva soltanto un ridotto gruppo di arbitri. Il primo nucleo era nato con la creazione nel 1925 della "Federazione Calcistica Romagnola Liberi" aderente all'U.L.I.C.. Gonani fece parte di questo ridotto gruppo di arbitri che crebbe con l'inglobamento dell'U.L.I.C. in ambito F.I.G.C. nel 1927. Si dovette attendere però fino al campionato 1931-1932 perché il C.I.T.A. riconoscesse questo sottogruppo elevando gli arbitri ravennati da sottosezione a vero e proprio gruppo arbitrale.
il Gruppo Arbitri Ravennate "G.Maioli" fu ufficialmente costituito nell'assemblea del 4 aprile 1932 e Giovanni Gonani ne fu eletto presidente.
Arbitrò fino alla fine della stagione 1936-1937 dirigendo in tutto 101 gare in Serie A, e quale ultima partita da lui arbitrata diresse quella del 16 maggio 1937 (15ª ed ultima giornata di ritorno): Torino-Lucchese (2-2).